# The Golden Ball and Other Stories
The Golden Ball and Other Stories is een boek met vijftien kort verhalen geschreven door Agatha Christie. De bundeling werd in 1971 voor alleen de Amerikaanse markt uitgegeven door Dodd, Mead and Company. De meeste verhalen waren in Nederland voor het verschijnen al opgenomen in een viertal verhalenbundels: Het Listerdale-mysterie (1963), De muizeval en andere verhalen (1963), Jane zoekt een baan (1966) en Het Wespennest (1967). De drie resterende verhalen kregen een plaats in de bundel Het Regatta-mysterie (1974). 

## Verhalen
| Engelse titel                             | Bundel UK                                 | Nederlandse titel             | Nederlandse bundel             |
| ----------------------------------------- | ----------------------------------------- | ----------------------------- | ------------------------------ |
| The Listerdale Mystery                    | The Listerdale Mystery                    | Het Listerdale-mysterie       | Het Listerdale-mysterie        |
| The Girl in The Train                     | The Listerdale Mystery                    | Het meisje in de trein        | Het Listerdale-mysterie        |
| The Manhood of Edward Robinson            | The Listerdale Mystery                    | Edward Robinson wordt een man | Het Listerdale-mysterie        |
| Jane in Search of a Job                   | The Listerdale Mystery                    | Jane zoekt een baan           | Jane zoekt een baan            |
| A Fruitful Sunday                         | The Listerdale Mystery                    | Een vruchtbare zondag         | De muizeval en andere verhalen |
| The Golden Ball                           | The Listerdale Mystery                    | De gouden bal                 | Het Listerdale-mysterie        |
| The Rajah's Emerald                       | The Listerdale Mystery                    | De smaragd van de Radja       | Het Listerdale-mysterie        |
| Swan Song                                 | The Listerdale Mystery                    | Zwanezang                     | Het Listerdale-mysterie        |
| The Hound of Death                        | The Hound of Death                        | De non                        | Het wespennest                 |
| The Gypsy                                 | The Hound of Death                        | De zigeunerin                 | Het wespennest                 |
| The Lamp                                  | The Hound of Death                        | Spookjes onder elkaar         | Het Regatta-mysterie           |
| The Strange Case of Sir Arthur Carmichael | The Hound of Death                        | Metamorfose                   | Het Wespennest                 |
| The Call of Wings                         | The Hound of Death                        | De roepstem                   | Het wespennest                 |
| Magnolia Blossom                          | Problem at Pollensa Bay and Other Stories | Faillissement in duplo        | Het Regatta-mysterie           |
| Next to a Dog                             | Problem at Pollensa Bay and Other Stories | Een hond als bruidsschat      | Het Regatta-mysterie           |